# Чёрный тюльпан (Екатеринбург)
Чёрный тюльпа́н — мемориал уральским воинам-интернационалистам, погибшим в Афганистане, и воинам, погибшим в Чечне. Находится на площади Советской Армии в квадрате улиц Луначарского — Первомайская — Мамина-Сибиряка — Шарташская.

## Авторы проекта
- Идея создания: Свердловское областное отделение Российского Союза ветеранов Афганистана (СОО РСВА)
- Скульптор: Константин Грюнберг
- Автор второй части памятника: Андрей Серов

## История создания
В 1991 году СОО объявило конкурс на создание памятника в честь жителей Екатеринбурга и Свердловской области, погибших в ходе локальных военных конфликтов на территории других государств.
В конкурсе приняло участие 15 проектов, представленных различными творческими организациями, группами, индивидуальными проектантами.
После нескольких отборочных туров победа в конкурсе была присуждена проекту архитектора Андрея Серова и скульптора Константина Грюнберга.
Средства собирались в виде добровольных пожертвований от общественных и коммерческих организаций, предприятий и частных лиц. Значительная помощь в реализации проекта была оказана бюджетами Свердловской области и города Екатеринбурга. Большую организационную поддержку проект получил от командования Уральского Военного Округа (УрВО) и строительных частей округа.
Строительство памятника было начато в 1992 году на площади Российской армии. Заказ на изготовление был выполнен Екатеринбургским заводом имени М. И. Калинина.

## Описание памятника
Художественная идея памятника — стилизованное пространство грузового военно-транспортного самолёта, перевозившего на Родину тела погибших солдат и офицеров.
Такие самолёты сами «афганцы» называли «Чёрными тюльпанами».
В центре композиции — фигура сидящего солдата с автоматом, вокруг которого установлены имитирующие каркас фюзеляжа самолёта металлические пилоны с именами уральцев, погибших во время боевых действий в Афганистане.
Памятник изготовлен из металла со специальным покрытием. Вес центральной фигуры памятника — 4,5 тонны, высота — 4,7 метра. Высота пилонов — 10 метров.
На десяти пилонах памятника 240 фамилий свердловчан, погибших в Афганистане.
Позже, после завершения активной стадии контртеррористической операции в Чечне, в 2002 году этот ансамбль был дополнен гранитными стелами с фамилиями военнослужащих, погибших в Чеченской Республике и Дагестане.

## Открытие памятника
- 5 августа 1995 года состоялось торжественное открытие памятника «Чёрный тюльпан».
- 5 сентября 2003 года состоялось открытие второй части памятника, погибшим на Кавказе, в Таджикистане и в других горячих точках России и стран СНГ.
- 7 декабря 2013 года состоялось торжественное открытие памятника после реконструкции.